# تكفير (فلم)
تكفير (بالإنجليزية: Atonement) هو فيلم دراما ورومانسية حربي صدر في 2007 من إخراج جو رايت وسيناريو كريستوفر هامبتون، مستوحى عن الرواية التي تحمل نفس الاسم ل إيان ماك إيوان. تكفير من بطولة كيرا نايتلي وجيمس مكافوي و‌سيرشا رونان، ويروي قصة جريمة وعواقبها على مدى 6 عقود، بداية من ثلاثينات القرن العشرين. الفيلم أنتجه شركة Working Title Films وتم تصويره في صيف عام 2006 في إنجلترا وفرنسا. وزع إلى معظم أنحاء العالم بواسطة يونيفرسل ستوديوز، وتم عرضه في المملكة المتحدة وأيرلندا في 7 سبتمبر 2007، وفي أمريكا الشمالية يوم 7 ديسمبر من نفس العام.
افتتح الفيلم في 2007 في مهرجان فانكوفر السينمائي الدولي و‌مهرجان البندقية السينمائي الدولي ال64، مما يجعل رايت، وعمره 35 عام، أصغر مخرج يفتتح مثل هذا الحدث.
حصل الفيلم على جائزة أوسكار لأفضل موسيقى تصويرية خلال حفل توزيع جوائز الأوسكار ال80، كما تم ترشيحة لستة جوائز أوسكار أخرى، تشمل أفضل فيلم وأفضل سيناريو ووأفضل ممثلة مساعدة (ساويرس رونان)  كما حصل ايضاً على 14 ترشيح في الحفل ال61 لتوزيع جوائز الأكاديمية البريطانية لفنون الفيلم، حيث ربح جائزة أفضل فيلم وجائزة أفضل تصميم إنتاج.

## القصة
بريوني تالليس (سيرشا رونان) هي فتاة عمرها 13 عاما من عائلة إنجليزية ثرية، كاتبة طموحة وأصغر واحدة في الأطفال الثلاثة، وتدرس شقيقتها الكبرى سيسيليا (كيرا نايتلي) الأدب الإنجليزي في جامعة كامبريدج. وتخرّج روبي تيرنر جيمس مكافوي، وهو ابن مدبرة المنزل (بريندا بليثين)، في جامعة كامبريدج—حيث كان والد سيسيليا يدفع له المصاريف—وهو الآن في طريقه للالتحاق بكلية الطب؛ وهو يقضي فصل الصيف بين بساتين عائلة تالليس. تبلغ لولا كوينسري (جونو تيمبل) 5 سنة. تعد هي وأخوتها التوأم جاكسون وبيرو (فيليكس وتشارلي فون سيمسون) أبناء عمومة بريوني وسيسيليا، وهم يزورون العائلة بعد طلاق أبويهم.وأخيرا، يُحضر ليون (باتريك كينيدي)  – ، شقيق بريوني وسيسيليا  – ، صديق اسمه بول مارشال (بنديكت كومبرباتش) إلى المنزل، وهو يملك مصنع للشوكولاتة، والذي وقع عقدً لإنتاج حصص للجيش. تخطط عائلة تالليس لحفل عشاء خاص، ومن ثم دعا ليون روبي للحضور، مما يسبب الكثير من الانزعاج لسيسيليا.
وانتهت بريوني لتوها من كتابة مسرحية بعنوان محاكمات أرابيلا، حيث تصف فيها «تعقيدات الحب». يمكن رؤية المسرحية باعتبارها صدى لمواضيع وأحداث الفيلم، والتي هي وقائع عن تعقدات الحب. كتبت بريوني «وكانت الأميرة مدركة تماما بأنه الشر الكامن داخله لن يشعر بالندم». وأضافت «ولكن ذلك لم يسهل من التغلب على الحب الكبير الذي شعرت به في قلبها للسيد رومولوس»—وهو تكرار للورطة التي وقعت فيها لولا عند انجذابها لبول (الذي كان له شارب «فاخر» مثل رومولوس)، وزواجها منه لاحقا. «ولقد ظهر بطريقة بطولية، يتميز كلامه بالبسالة، لا يمكن لأحد أن يعتقد بأن رومولوس تيرنبول الواقف في الظلام: هو أخطر رجل في العالم». كما لمح إلى رغبة بريوني القريبة من الغرق: «ذهب جناحه الشاب يسبح مرارا وتكرارا في أعماق البحيرة، بحثا عن الكأس المسحور [...].» وفي قضية بريوني، الكأس (والذي سيكون مسموما) هو حب روبي.</ref> ولم تتمكن من السيطرة على أبناء عمومتها من أجل تمثيل المسرحية، مما يصيبها بالإحباط. وأثناء وجودها وحيدة في غرفة نومها، شاهدت لحظة من الانجذاب الجنسي بين روبي وشقيقتها عند النافورة، حيث قامت شقيقتها خلعت ملابسها الداخلية وغمسته في النافورة لتسترد الجزء المفقود من إناء كسره روبي.ولأن بريوني لم تتمكن من سماع ما يدور بين الاثنين، فلقد شاهدت مقطع صغير فقط من المشهد، أساءت فهم ديناميات هذا المشهد، وبالتالى زرعت بداخلها بذور عدم الثقة تجاه روبي.
وفي طريقه إلى الانضمام لاحتفال عائلة تالليس، طلب روبي من بريوني إيصال رسالته—حيث أعطاها الرسالة الخطأ، ولكنه أدرك ذلك بعد فوات الأوان. ثم قرأت بريوني الرسالة سراً، وذلك زاد من شكوكها تجاه نوايا روبي، وبالتالى، فقد أقنعت لولا لاحقاً بأنه «مجنون بالجنس». ثم أعطت الرسالة، من دون الغلاف، لسيسيليا، التي غضبت وأحرجت من قراءة الخطاب.
وفي هذه الليلة، قابلت بريوني سيسيليا وروبي مرة أخرى، حيث رأتهم هذه المرة وحدهم في المكتبة يفعلون الفاحشة وراء خزانة للكتب.ومن ثم، اعتقدت بريوني بسذاجة بأن روبي يهاجم أختها بسفالة.وخلال العشاء، وعندما كانا روبي وسيسيليا يمسكان بأيديهم سراً تحت المائدة، بدت بريوني عدوانية في كلامها مع روبي، ولكنها توقفت عندما طلبت منها والدتها (هارييت والتر) أن تجلب التوائم. ووجدت بريوني ورقة على السرير، يعلنان فيها عن معاناتهم بسبب طلاق والديهما وتعاستهم في مسكنهم الجديد، وبالتالي، فقد قررا العودة إلى بيتهم.
وعلى الفور، ذهب أفراد الأسرة بحثا عن التوأم في المنزل الكبير. وأثناء ذهاب بريوني وحدها في الظلام باحثة عن الطفلين، تعثرت برجل يرتدى بدلة يهاجم لولا. وعند وصولها، اختفى الرجل في الظلام، وجرت بريوني لمساعدة بنت عمها. وزعمت لولا المصدومة بأنها لا تعرف هوية المعتدي عليها—حيث قام بتغطية عينيها—ولكن بريوني كانت متأكدة من أنه روبي.
اتصلت العائلة بالشرطة.وأصرت بريوني بأنها «تعرف من الذي فعل ذلك». وقالت للجميع أنه روبي، واستشهدت بلقاءات روبي وسيسيليا التي شهدتها في وقت سابق من اليوم. وخلال شهادتها التي أدلت بها للشرطة، إدعت بيروني قائلة «رأيته، رأيته بعيني»، على الرغم من أنها لم تتذكر رؤية وجه المغتصب،
وأخيرا، أظهرت الرسالة الجريئة لأمها، وصدق الجميع قصتها—الجميع ما عدا سيسيليا. وقالت محذرةً من يستجوبها. «ليس من الضروري تصديق كل ما قالته لك بريوني»، «إنه وحي من خيالها.» وعاد روبي من رحلة البحث، حيث وجد التوائم بأمان ولا يعرف شيئا عن واقعة الاغتصاب. وتم اعتقاله، وأرسل إلى السجن.
وتمضي القصة قدما لمدة أربع سنوات ونصف السنة، وحتى بداية الحرب العالمية الثانية. أدين روبي ولكنه أفرج عنه من السجن بشرط أن ينضم إلى (المارينز) الإنجليزي، وهو يختبئ الآن في منزل فرنسي مع اثنين من الجنود الذان فُفدا عن وحداتهما خلال الغزو الألماني لفرنسا. ولأنه سجين سابق، لم يكن مؤهلا ليكون ضابطا (كما كان من المعتاد لخريجي جامعة كمبردج)، وبسبب مهاراته القيادية وقدرته على تحدث الفرنسية، وقراءة الخرائط، أصبح قائد جماعته الصغيرة. ولكي يتجنب العريف أي التباس، كان ينادي روبي بـ"guv".
وفي الخاتمة، يتم عرض جريمة الاغتصاب في حوار من خلال مشهد ارتجاعي. وقبل إرسال روبي للجيش، اجتمع شمله مع سيسيليا في لندن، حيث جددا حبهم ووعدها روبي بالعودة إليها. وكما فعلت سيسيليا، التحقت بريوني التي يبلغ عمرها الآن 18 عام (وتقوم بدورهارومولا غاري) بقسم التمريض بجامعة سانت توماس في لندن (وبالتالي تخلت عن مقعدها في كامبردج) في محاولة للقيام به «شيء عملي»—وعلى الرغم من أن سيسيليا تشك في أن بريوني تحاول التكفير عن خطئها، فقد اعترفت في رسالة: «الآن بدأت أن أفهم». ولم تجد محاولاتها في الاتصال بشقيقتها أي رد: حيث رفضت سيسيليا الاتصال بها، وتلومها على ما حدث لروبي. وتبين أن سيسيليا قد قطعت الاتصال بجميع أفراد عائلتها، لأنهم جميعا يؤمنون بأن روبي مذنب.
فازت بريوني بسمعة طيبة في المستشفى بسبب سحرها وتكتمها، في حين أن زميلاتها الممرضات يقولون بأن لها خطيب سري. وبعد ما تعرضت للضغط من جانب رفيقتها فيونا حول هذا الموضوع، نفت ذلك الإتهام زاعمة بأنه لم يسبق لها أن وقعت في الحب، على الرغم من أنها قد تذكرت شخصاً: ويأتي مشهد إرجاعي يبين أنها ألقت بنفسها في النهر عمداً لينقذها روبي. وقد أجبره الواجب على إنقاذها، ولكنه كان غاضباً. وتتذكر «وعندما قلت له إنني أحبه، اختفي هذا النوع من الشعور».
وصل روبي المريض جدا في النهاية إلى شواطئ دونكيرك مع رفيقيه، حيث ينتظرون إجلاؤهم. وبعد أن تم إبلاغهم بأن جميع الجنود سيغادرون في اليوم التالي، ذهب روبي في نوم متقطع. وبعد ذلك بوقت قصير، شعرت بريوني بالرعب من عملية الإجلاء، وهي جالسة في المستشفى التي تعمل بها كممرضة متمرنة. وفي مشهد واحد، مات جندي فرنسي مصاب بجروح قاتلة (جيريمي رينييه من لينفن) أثناء محاولاتها لتهدئة آلامه.
وبعد زيارة أعضاء العائلة المالكة لمصنع الشوكولاتة الخاص ببول مارشال، حضرت بريوني حفل زفاف مارشال وبنت عمها لولا، ثم تتذكر ليلة الجريمة في مشهد استرجاعي: حيث اتضح أن بول هو الذي قام بذلك وليس روبي.وي ذلك اليوم، استعادت بريوني شجاعتها وذهبت لزيارة سيسيليا في شقتها لتعتذر لها.وعاد روبي، الذي تم إجلاؤه من دونكيرك، ويخرج من غرفة نوم سيسيليا، حيث أيقظته الضجة وواجه بريوني غاضباً. وتهدأه سيسيليا، وطلبا من بريوني أن تخبر أهلها والسلطات الحقيقة على الفور، حتى تظهر براءته.وأصر روبي على أن تكتب له ما حدث بالضبط، ولماذا فعلت ذلك وإعطاء التفاصيل إلى محام. اعتقدا سيسيليا وروبي منذ فترة طويلة بأن الخادم داني هاردمان هو المذنب، ولكن بريوني قالت بأن الفاعل هو بول مارشال، الذي تزوج لولا، ولا يمكن توريطه في محكمة قانونية من قبل زوجته.
ثم يتحول الفيلم فجأة لعام 1999، ونجد بريوني المسنة (فانيسا رديغريف)، في مقابلة مع التلفزيون (بواسطة انطوني مينغيلا) يحاورها عن روايتها الأخيرة التكفير عن الذنب، وقد غلبتها العاطفة والذكريات. وقالت بأنها ستموت بسبب العته الدماغي الوعائي، وأن هذه الرواية ستكون الأخيرة، بل هي أول رواية لها، حيث أنها تصيغها بشكل متقطع منذ أن كانت في جامعة سانت توماس. واعترفت بريوني بأن القصة هي السيرة الذاتية الخاصة بها، كما أنها تصف ندمها الشديد إزاء تصرفاتها. كما اعترفت بأن نهاية الرواية خيالية، لأنه قد مات كل من روبي وسيسيليا قبل أن تتمكن بريوني من إصلاح أي شيء، تعرض روبي لتسمم الدم قبل عودته من دونكيرك، وهلكت سيسيليا في فاضانات محطة بالهام. وقالت بريوني أنها قد غيرت النهاية لإعطاء شقيقتها وروبي فرصة للسعادة التي يستحقاها، والتي انتزعتها بيريوني منهما. وينتهي الفيلم بمشهد بسيط، على شاطئ البحر بين سيسيليا وروبي، ينعمون معا في نهاية المطاف. واستوحت بريوني مشهد الشاطيء الإنجليزي من البطاقة البريدية التي أعطتها سيسيليا لروبي عند مغادرته، كوعد بأنهما سيجتمعان معا في يوم من الأيام.

## طاقم التمثيل
- كيرا نايتلي بدور «سيسيليا تالليس»، أكبر أشقاء تالليس.[3] كانت ستلعب أصلا دور بريوني (18 سنة)، كما أنها أول أسقط دورا من أدوار البطولة في فيلم التكفير عن الذنب، وقد عملت من قبل مع رايت في معالجة درامية أخرى لرواية بقلم جين اوستن تحت عنوان كبرياء وتحامل (2005).[4] وحيث المخرج ونايتلي لم يتمكنا من الاتفاق على الشخصية التي يجب أن تلعبها الممثلة، قرر رايت في النهاية أنها ستقوم بدور سيسيليا «لأنها تختلف تماما عن شخصية اليزابيث بينيت.» [4] وأثناء التحضير لدورها، شاهدت نايتلي أفلاما من الثلاثينيات والأربعينيات، مثل موجز لقاء، وحيث نخدم، لدراسة «طبيعية» الأداء الذي يريده رايت في التكفير عن الذنب [3]
- جيمس مكافوي بدور «روبي تيرنر»، ابن مدبرة منزل عائلة تالليس الذي درس بجامعة كامبردج مجاملة لصاحب العمل الذي تعمل عنده والدته. وبعد أن رفض ماكافوي العروض السابقة للعمل مع رايت، كان هو الخيار الأول للمخرج: قابل المنتجون العديد من الممثلين للقيام بالدور بما فيهم جيك جيلينهال، [5] ولكن كان ماكافوي الوحيد الذي وقع الاختيار عليه. حيث حقق ما أراده رايت لشخص «لديه القدرة على جذب الجمهور معه في رحلته الشخصية والمادية». ويصف الممثل ماكافوي شخصية روبي باعتباره واحدا من أصعب الشخصيات التي لعبها، «لأنه مستقيم جدا وصريح».[3]
- ساويرس رونان بدور «بريوني تالليس» (13 عاما)، أصغر شقيقاتها والروائية الطموحة. لم تلعب رونان (12 سنة) الوافدة الجديدة أي أدوار حتى قابلتها المخرجة جينا جاي بعد فشلها في العديد من الاختبارات في جميع أنحاء بريطانيا العظمى. قال ماكويان على أدائها بأنه «ملحوظا»: «لقد قدمت لنا عمليات التفكير على الشاشة، حتى قبل أن تتكلم، فهي تنقل الكثير بعينيها.» [3] حصلت رونان على جائزة الأوسكار لأفضل ممثلة مساعدة عن دورها.
- رومولا غاري بدور «بريوني تالليس» (18 سنة):[3] بعدما رفضت آبي كورنيش القيام بالدور، بسبب تضارب المواعيد مع إليزابيث: العصر الذهبي (2007)، [6] كانت مضطرة إلى التكيف مع أدائها البدني لتناسب مظهر بريوني الذي سبق أن تقرر طبقا لرونان ورديغريف. أمضت وقتا طويلا مع رونان في مشاهدة لقطات لها للتقريب بينها وبين الممثلة الشابة.[3]
- فانيسا رديغريف بدور «بريوني تالليس» (77 عاما): وهو الدور المثالي للجميع، [3] كانت رديغريف أول من وقع عيها الاختيار (على الرغم من انه لم يتفق معها المخرج إلى بعد وجود رونان)، [7] حيث أنها حصلت على الدور بعد اجتماع واحد فقط مع رايت. وعملت مع رونان وجاراي جنبا إلى جنب مع مدرب الصوت للحفاظ على انسجام الشخصية طوال الفيلم.[3]
- هارييت والتر بدور «إميلي تالليس»، الأم الحاكمة للأسرة. تم الاتصال بإميلي واتسون[8] و‌كريستين سكوت توماس [8] ليلعبا دور إيميلي تالليس قبل أن يذهب الدور إلى والتر.
- باتريك كنيدي بدور «ليون تالليس»، وهو أكبر أشقاء عائلة تالليس.
- بريندا بليثين بدور «غريس تيرنر»، والدة روبي ومدبرة منزل عائلة تالليس.
- جونو تامبل بدور «لولا كوينسي»، الفتاة ذات ال15 عام التي تزور عائلة تالليس.
- تشارلي وفيليكس فون سيمسون بدوري جاكسون وبييرو كوينسي، أخوات لولا التوأم ذو التسع سنوات.
- بيندكت كامبرباتش دور «بول مارشال»، الصديق الذي جاء لزيارة ليون تالليس ومليونيير صناعة الشوكولاتة.
- دانيال ميز بدور «تومي نيتل»، أحد أصدقاء روبي في الجيش.
- نونزو أنوزي بدور «فرانك ميس»، جندي زميل آخر.
- جيريمي رينييه بدور «لوك كورنيت»، الجندي الفرنسي المصاب الذي مات بين يدي بريوني (18 عام) أثناء تضميد جراحه.
- انطوني مينغيلا بدور المحاور.

## الإنتاج
أنتجت شركة Working Title Films الفيلم وتم تصويره في صيف عام 2006 في بريطانيا العظمى وفرنسا.

### المواقع

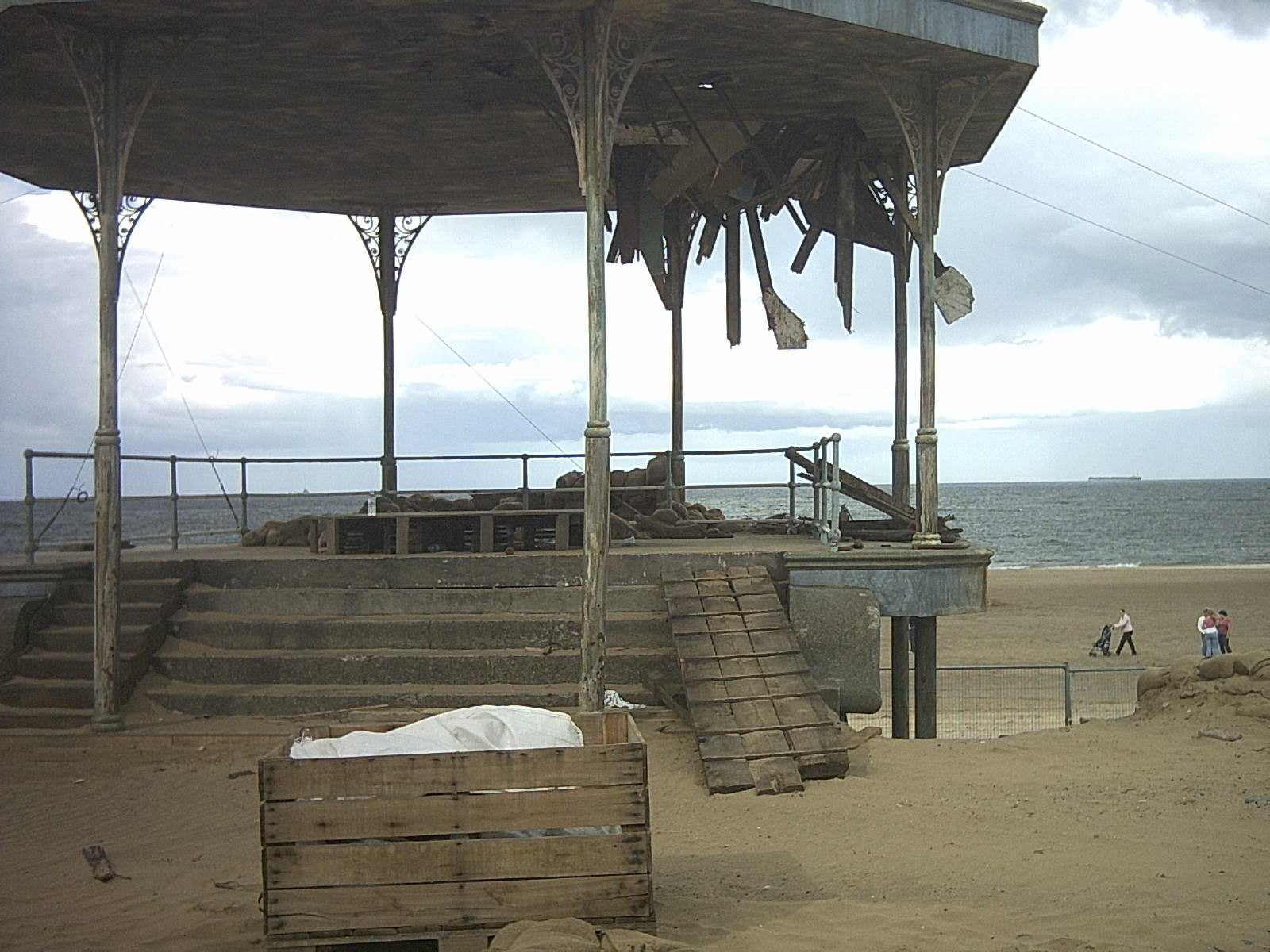
موقع تصوير الفيلم، أغسطس 2006، الشاطئ المقابل لمنتجع «ريديكار» كان موقع لتصوير مشهد شاطيء دونكيرك.

شملت مواقع التصوير الفيلم شاطيء البحر في منتجع ريديكار وستريتهام هيل وجنوب لندن ومحكمة ستوكيساي وقرب كارفن أرمز وغريمسبي.
تم تصوير جميع المشاهد الخارجية والداخلية لمنزل عائلة تالليس في محكمة ستوكيساي وأونيبوري وشروبشاير، وهو مكان تم العثور عليه بين صفحات نسخة قديمة من مجلة كوانتري لايف. تم بناء هذا القصر الفيكتوري في عام 1889 من قبل شركة تصنيع القفازات جون دربي، وما زال ملكية خاصة. وشملت مواقع التصوير في لندن غريت سكوتلند يارد وبيثنال غرين تاون هول، استخدم الأخير لتصوير مشهد منزل الشاي 1939، فضلا عن سانت جون سميث سكوير في وستمنستر حيث تم تصوير حفل زفاف لولا. وتم تصوير مشاهد محطة بالهام عام 1940 في محطة البيكاديلي سابقا، والتي تم إغلاقها في التسعينيات. تم تصوير أجزاء من مستشفي سانت توماس الداخلية والممرات في بارك بالاس، وهينلي أو ثيماس؛ بينما كان المنظر الخارجي للمستشفى فعليا هو كلية لندن الجامعية. 
في حين تم تصوير الجزء الثالث من التكفير عن الذنب بالكامل في مركز تلفزيون بي بي سي في وود لين. بينما تم تصوير الشاطئ الذي ظهر على البطاقات البريدية، وشوهد بعد ذلك في نهاية الفيلم في سيفين سيسترز، ساسكس، وبالتحديد في منطقة كوكمير هافن القريب جدا من مدرسة رودين التي التحقت بها سيسيليا.تم تصوير مشاهد الريف الفرنسي في كوتس وجدني دروف إند، ولينكولنشير؛ ووالبول سانت أندرو، ودنفر، نورفولك، ومانيه، وبيمور، في مدينة كامبريدج شاير. شملت المشاهد التي تم تصويرها في Redcar مشهد طويل للواجهة البحرية باعتباره دونكيرك التي مزقتها الحرب، بالإضافة إلى مشهد في السينما المحلية في النزهة.
كما استخدم موقع آخر في صنع الفيلم وهو مدينة لينكولنشير غريمسبي. حيث تم تصوير مشاهد شارع دونكيرك عند مصنع غريمسبي للثلج على أرصفة غريمسبي.كما احتوت إعلانات الفيلم والمشاهد التي تم حذفها من على الاسطوانات على تلك المشاهد الداخلية والخارجية.

## المغالطات التاريخية
يتضمن الفيلم العديد من المغالطات التاريخية.. كان الجنود يغنون أغنية منحدرات دوفر البيضاء لفيرا لين على الرغم من ان هذه الاغنية لم تكتب الا في السنة التالية كان هناك إشارات في دونكيرك إلى الخسائر في الأرواح الناجمة عن غرق العبارة لانكاستريا التي غرقت بعد ذلك.بالإضافة إلى ذلك، يشير الفيلم إلى أن روبي قد خدم مع الكتيبة الأولى، الفوج الملكي ساسكس في فرنسا. في الواقع، لم تكن الكتيبة الأولى جزء من الجيش البريطاني، على الرغم من أن الكتيبة الثانية التابعة للفوج قد شاركت في معركة فرنسا.

## الإصدار
افتتح الفيلم مهرجان البندقية السينمائي الدولي لعام 2007، مما جعل رايت (35 عاما) أصغر مخرج يحظى بهذا التكريم. كما افتتح الفيلم مهرجان فانكوفر السينمائي الدولي عام 2007. وتم عرض التكفير عن الذنب في المملكة المتحدة وأيرلندا في 7 سبتمبر 2007 ، وعرض في أمريكا الشمالية في 7 ديسمبر 2007. ادارت شركة يونيفرسال استوديو حملة التوزيع في جميع أنحاء العالم، بالإضافة إلى إصدارات ثانوية من قبل الأقسام الأخرى.

## الاستقبال

### الاستقبال النقدي
تلقي الفيلم نقدا إيجابيا من غالبية نقاد السينما. واعتبارا من 18 يناير 2008، أعلن موقع الطماطم الفاسدة للنقد أن 83 في المائة من 196 ناقد منحوا الفيلم نقدا ايجابيا، حيث اتفقوا على أن الفيلم يتميز ب«ملامح أداء قوية، وتصوير سينمائي رائع.» ويعتبر العروض البارع لجيمس ماكافوي وكيرا نايتلي تكيفا ناجحا لرواية إيان ماك إيوان. كما سجلت مواقع نقدية أخرى معدل متوسط يصل إلى 85 ٪، استنادا إلى 36 نقد.
منح الناقد روجر إيبرت الفيلم نقد أربع نجوم، ووصفه بأنه «واحدا من أفضل أفلام السنة، ومرشح للفوز بأفضل صورة.»  وجاء الفيلم في المركز الثالث في المجلة الإمبراطورية  من ضمن أقوى 25 فيلم لعام 2007. وفي برنامج النقد السينيمائي التلفزيوني، أفلام مع إبرت وريتشارد، وصف ريتشارد روبر الفيلم بأنه «ممتاز»، مضيفا بأن نايتلي جسدت «واحدا من أفضل أدوراها». أما بالنسبة للفيلم، علق قائلاً بأن: «التكفير عن الذنب يحتوى على تلميحات عظيمة ولكنه لم يصل للأوسكار».

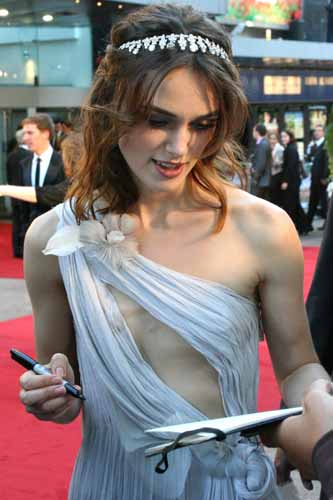
كيرا نايتلي وهي تحضر العرض الأول للفيلم في ليستر سكوير في لندن

ووصف ريتشارد كورليس الكتب بمجلة التايم الفيلم بأنه واحدا من أفضل 10 أفلام لعام 2007، حيث جاء في المرتبة الرابعة. وأثنت كورليس على الفيلم بأنه «الخدعة الأولى، ثم تم تدميرها»، كما أفردت ساويرس رونان بأنها «الفتاة الرائعة ذات ال12 عام.» 
وحصل الفيلم على العديد من الجوائز والترشيحات، بما في ذلك 7 ترشيحات من غولدن غلوب، وهو أكثر فيلم حصل على ترشيحات لجوائز غولدن غلوب الخامسة والستون،  كما فاز اثنين من جوائز غولدن غلوب، بما في ذلك أفضل فيلم درامي. كما حصل الفيلم على أربعة عشر ترشيحا من الأكاديمية البريطانية للسينيما خلال الحفل الواحد والستين للأكاديمية(/1) من بينها أفضل فيلم، وأفضل فيلم بريطاني، وأفضل مخرج، وسبعة ترشيحات لجائزة الأكاديمية بما في ذلك أفضل صورة، وجائزة ايفيننغ ستاندارد البريطانية السينمائية للإنجاز الفني في السينما والإنتاج والتصميم، والتي حصل عليها شيموس ماكغارفي، سارة غرينوود، وجاكلين دوران.وجاء التكفير عن الذنب في المرتبة رقم 442 على قائمة المجلة الامبراطورية لأفضل 500 فيلم على الإطلاق لعام 2008.

### قوائم العشرة الأوائل
ظهر الفيلم في كثير من القوائم النقدية لأفضل عشرة أفلام لعام 2007.
- المركز الأول—كينيث توران، لوس أنجلوس تايمز
- المركز الأول—لو لومينيك، صحيفة نيويورك بوست
- المركز الثاني—بيتر ترافرز، رولينج ستون [25]
- المركز الثالث -- الإمبراطورية
- المركز الرابع—آن هورناداي، صحيفة واشنطن بوست.
- المركز الرابع—جو مورغنسترن، صحيفة وول ستريت جورنال
- المركز الرابع—ريتشارد كورليس، مجلة »تايم«
- المركز الرابع—روجر ايبرت، صحيفة "شيكاغو صن تايمز" اليومية
- المركز الرابع—تاشا روبنسون، نادي إيه في
- المركز السابع—ناثان رابين، نادي إيه في
- المركز الثامن—جيمس بيراردينيللي، ريل فيوز
- المركز الثامن—كيث فيبس، نادي إيه في
- المركز الثامن—ستيفن هولدن، صحيفة نيويورك تايمز
- المركز التاسع—مارجوري بومغارتن، أوستن كرونيكل
- المركز العاشر—بويد فان هويج، european-films.net
- المركز العاشر -- مايكل سراجو، بالتيمور صن
- المركز العاشر—نويل موراي، نادي إيه في

### شباك التذاكر
تم عرض الفيلم في المملكة المتحدة وأيرلندا في 7 سبتمبر 2007 وحقق أرباحا تصل إلى £ 11,557,134. كما عرض لفترة محدودة في أمريكا الشمالية في 7 كانون الأول، وحقق أرباحا تصل إلى 784,145 دولارا أمريكيا خلال مطلع الأسبوع، مسجلا متوسط 24,504 دولار في كل دار عرض خلال 32 دور.كما حقق الفيلم 50,927,067 دولار في الولايات المتحدة، و 129,266,061 دولار في جميع أنحاء العالم.

### الجوائز التي حصل عليها

#### فاز بـ
اختير التكفير عن الذنب ضمن أفضل 10 أفلام لعام 2007 من قبل جمعية أوستن لنقاد السينما، وجمعية دالاس فورت وورث لنقاد السينما، والمجلس الوطني للنقد، ونقاد السينما بنيويورك أون لاين، ودائرة أوكلاهوما لنقاد السينما، وجمعية الجنوب الشرقي لنقاد السينما. 
- جوائز الاوسكار ال80 : جائزة أفضل موسيقى مكتوبة للصور المتحركة -- (داريو ماريانيللي [1]
- حفل توزيع جوائز الإكاديمية البريطانية للسينما الواحد والستون : أفضل فيلم (تيم بيفان، وإريك فيلنر، وبول وبستر)، وأفضل تصميم إنتاجي (سارة غرينوود، وكاتي سبنسر)
- جوائز إمباير : أفضل فيلم بريطاني (تيم بيفان، وإريك فلنر، وبول وبستر)، وأفضل ممثل (جيمس ماكافوي)، وأفضل ممثلة (كيرا نايتلي) [33]
- جوائز البندورة الذهبية : أفضل فيلم رومانسي [34]
- جمعية هيوستن لنقاد السينما : أفضل 10 أفلام، (داريو ماريانيللي) [35]
- جوائز غولدن غلوب الخامسة والستون : أفضل فيلم درامي، وأفضل موسيقي تصويرية (داريو ماريانيللي) [36] ل
- جمعية نقاد موسيقى الأفلام الدولية : أفضل موسيقي تصويرية للعام (داريو ماريانيللي)، وأفضل تأليف موسيقي سينمائي لهذا العام (مرثية لدونكيرك، وداريو ماريانيللي) [37]
- جوائز الأفلام الأيرلندية : أفضل ممثلة مساعدة (ساويرس رونان)، ومدير التصوير (شيموس ماجارفي).[38]
- جمعية لاس فيغاس لنقاد السينما : أفضل أداء للشباب—إناث (ساويرس رونان) [39]
- دائرة لندن لنقاد السينما : أفضل ممثل بريطاني للعام (جيمس ماكافوي)، أفضل ممثلة بريطانية مساعدة (فانيسا ريدغريف) [40]
- جوائز نيلسون للسينيما : أفضل فيلم وأفضل موسيقي تصويرية، وأفضل مجموعة ديكور، جائزة الفنان الشاب (ساويرس رونان) [41]
- جمعية الفونكس لنقاد السينما : أفضل 10 أفلام، وجائزة أفضل تصوير سينمائي (شيموس ماجارفي)، وأفضل موسيقي تصويرية (داريو ماريانيللي)، وأفضل أداء شبابي في دور رئيسي أو ثانوي (ساويرس رونان) [42]
- جمعية سان دييغو لنقاد السينما : أفضل 7 أفلام، وأفضل مونتاج (بول توتهيل) [43]
- جوائز الساتالايت : أفضل سيناريو عن قصة (كريستوفر هامبتون) [44]
- مهرجان بيونغ يانغ السينمائي الدولي الحادي عشر : جائزة الفنون الجميلة والتصوير [45]

#### الترشيحات
- حفل جوائز الاوسكار الثمانين:[1] أفضل فيلم (تيم بيفان، إريك فيلنر، بول وبستر)، وأفضل أداء لممثلة في دور ثانوي (ساويرس رونان)، وأفضل سيناريو عن فيلم (كريستوفر هامبتون)، وتحقيق إنجاز في الإخراج (سارة غرينوود، كاتي سبنسر)، والانجاز في التصوير السينمائي (شيموس ماجارفي)، والإنجاز في تصميم الملابس (جاكلين دوران)
- جائزة مخرجي الفن الثانية عشر:[46] التميز في التصميم الإنتاجي لفيلم روائي طويل (سارة غرينوود)
- الجمعية الأمريكية الثانية والعشرين لجوائز السينمائيون:[47] الإنجاز المتميز في مجال السينما (شيموس ماجارفي)
- حفل توزيع جوائز الأكاديمية البريطانية السينمائية:[48] أفضل فيلم بريطاني (تيم بيفان، وإريك فلنر، وبول وبستر، وجو رايت، وكريستوفر هامبتون)، وأفضل مخرج (جو رايت)، وأفضل سيناريو معالج (كريستوفر هامبتون)، وأفضل ممثل في دور رئيسي (جيمس ماكافوي)، وأفضل ممثلة رائدة (كيرا نايتلي)، وأفضل ممثلة مساعدة (ساويرس رونان)، وأفضل موسيقى (داريو ماريانيللي)، وجائزة أفضل تصوير سينمائي (شيموس ماجارفي)، وأفضل مونتاج (بول توتهيل)، وأفضل تصميم أزياء (جاكلين دوران)، وأفضل صوت) (داني هامبروك، وبول هامبلين، وكاترين هودجسون)، وأفضل مكياج وشعر (إيفانا بريموراتش).
- جمعية نقاد الأفلام:[49] أفضل فيلم وأفضل مخرج (جو رايت)، وأفضل ممثلة مساعدة (فانيسا ريدغريف)، وأفضل ملحن (داريو ماريانيللي)، وأفضل ممثلة شابة (ساويرس رونان)
- جمعية شيكاغو لنقاد السينما:[50] أفضل سيناريو معالج (كريستوفر هامبتون)، وجائزة أفضل تصوير سينمائي (شيموس ماجافي)، وأفضل موسيقي تصويرية (داريو ماريانيللي)
- جوائز جيلد ديزاينرز العاشرة:[51] التميز في تصميم الملابس للأفلام (جاكلين دوران)
- جمعية دالاس فورت وورث لنقاد السينما : أفضل ممثلة مساعدة (ساويرس رونان)
- حفل توزيع جوائز غولدن غلوب الخامس والستون (1/): {2}أفضل مخرج (جو رايت)، وأفضل أداء لممثل في السينما (جيمس ماكافوي)، وأفضل أداء لممثلة في السينما (كيرا نايتلي)، وأفضل أداء لممثلة في دور ثانوي في السينما (ساويرس رونان)، وأفضل سيناريو (كريستوفر هامبتون)
- جمعية نقاد الموسيقى السينمائية الدولية:[37] أفضل ملحن للعام (داريو ماريانيللي)
- جوائز السينيما الأيرلندية : أفضل فيلم عالمي، وأفضل ممثل دولي (جيمس مكفوي)، وأفضل ممثلة دولية (كيرا نايتلي) [52]
- دائرة لندن لنقاد السينيما:[53] جائزة اتينبورو لأفضل فيلم بريطاني، وأفضل مخرج بريطاني (جو رايت)، وأفضل ممثلة بريطانية (كيرا نايتلي)، وأفضل ممثلة بريطانية في دور ثانوي (ساويرس رونان)، وأفضل كاتب سيناريو (كريستوفر هامبتون)، أفضل تمثيل بريطاني (ساويرس رونان)
- جوائز محرري الصوت الذهبية للسينيما:[54] أفضل مونتاج صوتي—تأثيرات الصوت، وفولي، وحوار بفيلم روائي طويل (بيكي بونتينغ، وبيتر بورجيز)
- جمعية نقاد السينما أونلاين:[55] أفضل فيلم وأفضل ممثلة مساعدة (ساويرس رونان)، ووأفضل سيناريو مقتبس (كريستوفر هامبتون)، وجائزة أفضل تصوير سينمائي (شيموس ماجارفي)، وأفضل مونتاج (بول توتهيل)، وأفضل موسيقي تصويرية (داريو ماريانيللي)
- جوائز الأقمار الصناعية:[44] أفضل ممثلة في السينما (كيرا نايتلي)، أفضل ممثلة في دور ثانوي (ساويرس رونان)، وأفضل تصميم أزياء (جاكلين دوران)، وأفضل موسيقي تصويرية (داريو ماريانيللي)
- جمعية نقاد السينيما ببوابة سانت لويس:[56] أفضل فيلم وأفضل ممثلة مساعدة (ساويرس رونان)، وجائزة أفضل تصوير سينمائي الوصيف (شيموس ماجارفي)، وأفضل سيناريو (كريستوفر هامبتون)، وأفضل موسيقي تصويرية (داريو ماريانيللي)
- جمعية الجنوب الشرقي لنقاد السينما:[32] أفضل مخرج (جو رايت)، وأفضل سيناريو مقتبس (كريستوفر هامبتون)
- جائزة أفضل سيناريو من جامعة كاليفورنيا:[57] أفضل عمل كتابي بتصرف (كريستوفر هامبتون، ككاتب سيناريو، وأيان ماك إيوان، الكاتب)
- جمعية واشنطن العاصمة لنقاد السينما:[58] أفضل فيلم وأفضل مخرج (جو رايت)، وأفضل ممثلة مساعدة (ساويرس رونان)، وأفضل سيناريو مقتبس (كريستوفر هامبتون)، وأفضل إخراج فني (سارة غرينوود)، وأفضل أداء (ساويرس رونان)
- جوائز ايفور نوفيلو: أفضل موسيقي تصويرية (داريو ماريانيللي)

## وسائل الاعلام
طبع التكفير عن الذنب على اسطوانتين دي في دي نشرت في 4 فبراير 2008، وجائت الأقراص الرقمية عالية الدقة بعد ذلك في 11 مارس 2008. ونشرت اسطوانات الدي في دي والأقراص الرقمية عالية الدقة/ طبعات كومبو (الولايات المتحدة/ وكندا) يوم 18 مارس 2008.

## وصلات خارجية
- الموقع الرسمي
- «التكفير عن الذنب» في موقع Working Title Films
- مقالات تستعمل روابط فنية بلا صلة مع ويكي بيانات
- Atonement على موقع ماي سبيس
- حوار طاقم العمل مع جورجي هوبز، close-upfilm.com